# ポルシェ・917
ポルシェ917（Porsche 917 ）はポルシェが開発し、1969年から使用したレース専用のスポーツカー。メイクス国際選手権の公認生産スポーツカーに合わせてわずか10ヶ月で開発され、ホモロゲーション取得のためクローズドボディの25台が生産され140,000ドイツマルクで市販された。
のちにはカナディアン-アメリカン・チャレンジカップ (Can-Am) 用に二座席レーシングカーのポルシェ917PAスパイダー、ポルシェ917/10スパイダー、ターボチャージャーを搭載したポルシェ917/10K、ポルシェ917/30Kが製造された。ターボチャージャー搭載のポルシェ917/10K、ポルシェ917/30Kは圧倒的な強さを誇った。

## 初期型の概要

### マシン開発の経緯
国際自動車連盟（FIA）内の国際スポーツ委員会（CSI）は1968年度よりメイクス国際選手権に出走するスポーツカー（競技車両A部門第4グループ）とプロトタイプ・スポーツカー（競技車両B部門第6グループ）をそれぞれ第12クラス（3.0リットル超から5.0リットル）と第11クラス（2.5リットル超から3.0リットル)に上限規制した。この処置によりプロトタイプで第12クラスのフェラーリや同第13クラス（5.0リットル超）のフォード、シャパラル（シボレー）は選手権への出走権を失い、フェラーリは一時撤退、シャパラルは完全撤退、フォードは系列チームがスポーツカーで継続するのみとなった。
それまで小排気量クラスの限定タイトルに甘んじていたポルシェはこの好機に選手権総合タイトル獲得を目論み、前年から高い完成度を示している2.20リットルのプロトタイプ・スポーツカー907に加え、第4戦から2.92リットル（最終第10戦には3.00リットル）の新型プロトタイプ・スポーツカー908を投入した。しかしフォード系列チームから出走する4.73リットル（終盤から4.95リットル）スポーツカーのフォード・GT40との接戦に屈し、タイトルはフォードが獲得する結果となった。
フォード本社の支援を受けているとはいえ、運用開始から5年目となる旧規格 (1965年以前) のスポーツカーであっても最新のプロトタイプ・スポーツカーに対し互角以上の年間競争力を示したこと、1969年度よりスポーツカーの生産公認に必要な連続12月間の最低生産台数が50台から25台へ引き下げが決まり、これが対応可能であること、以上の理由から、それまでのプロトタイプ・スポーツカー第11クラスに替わり、スポーツカー第12クラスとして開発が決定された。
フェルディナント・ピエヒの指揮の元、1968年7月より開発が始まった。1969年シーズンまでの短期間で用意するため、基本的には908の車体設計をベースに、エンジン排気量を拡大する方向で設計された。1969年3月のジュネーブモーターショーで発表されたが、4月のホモロゲーション審査までに25台が完成せず、1カ月後に改めて査察を受けて公認された。この際、組み立て精度が低くなることを厭わず突貫作業で必要台数を揃えた為、査察後に改めて精度管理の元に再組立てが行われた。

### エンジン

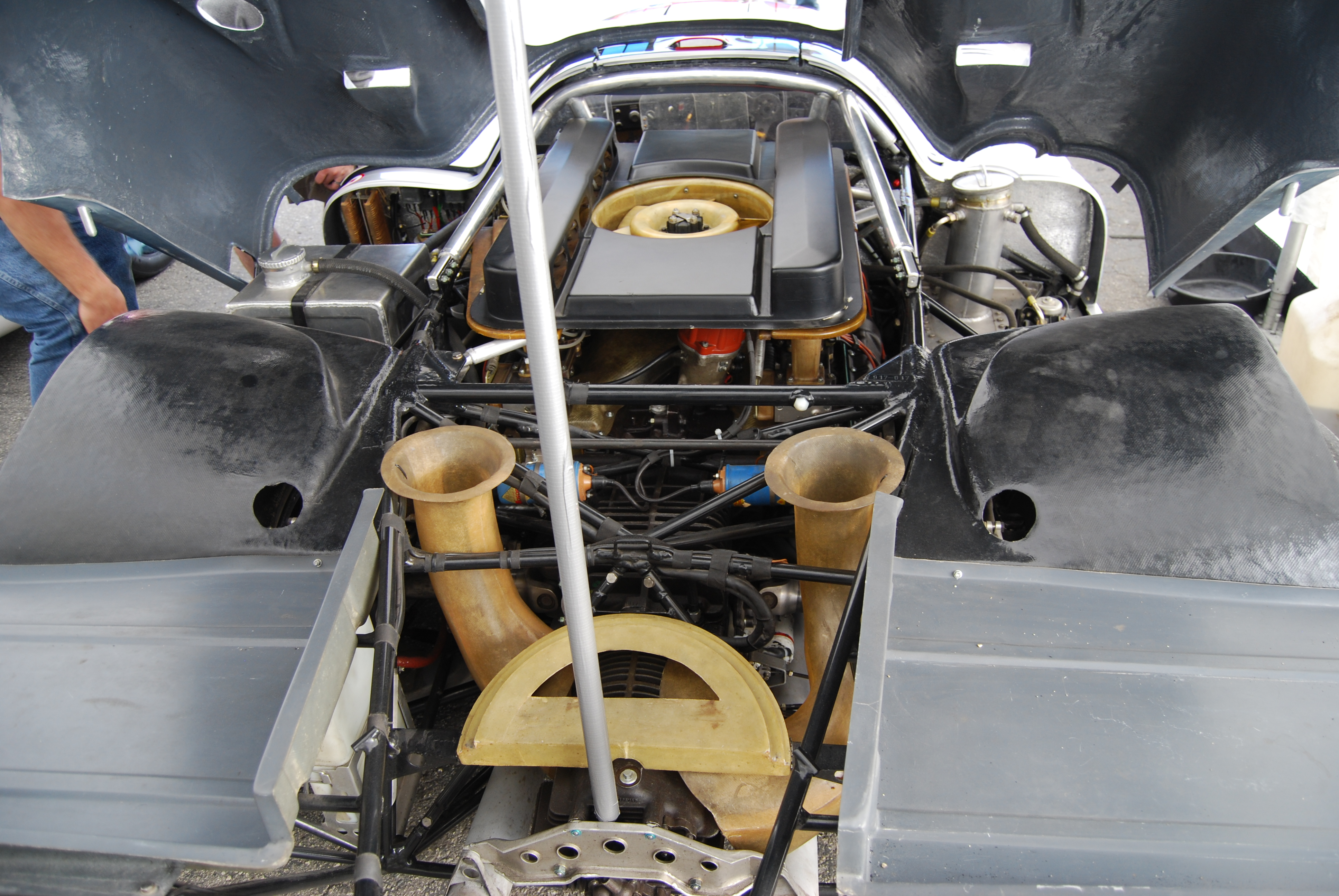
917Kの910/10型F12エンジン

新設計の空冷内径φ85mm×行程66mm180°V型12気筒4,494cc912型エンジンで、当初から520馬力（DIN）/8,000rpm、46kgm/6,800rpmを発揮した。構造としては908に搭載された2,997cc水平対向8気筒の908型エンジンに4気筒を足す形（3リットル+1.5リットル=4.5リットル）で、第12クラス上限の5,000ccまでは使い切らなかった。
908型までは気筒毎にひとつのクランクピンを持つ「ボクサー」タイプだったが、912型では対向する2気筒がひとつのクランクピンを共有する「180°V12」タイプへと変更された。また、12気筒ではクランクシャフトが長くなり捻り振動の問題が生じるため、クランク中央のセンターギアから出力する「センターテイクオフ方式」を採用した。この手法はF1でBRMV型16気筒エンジンやメルセデス直列8気筒エンジン、ホンダV型12気筒エンジンなどに採用された前例があった。ポルシェは1991年にフットワークに供給したF1用V型12気筒エンジンでも同手法を採用したが、重量増を招き、かつ補機が上に乗るため目論見ほど重心を低くすることはできず、917のようには成功しなかった。
冷却ファンはクランク中央からギア駆動されるFRP製ファンにより所要馬力17hp、エンジン回転数が8,400rpmの時7,400rpmで回転し、2,400L/秒の空気を送風するという。
ギアボックスは大トルクに耐えうる5速マニュアルが新設計された。

### シャーシ
908と同様のアルミ合金パイプによるスペースフレームを採用し、フレーム自体の重量はわずか47キログラムに過ぎない。12気筒エンジンを搭載しながらも、ホイールベースは6気筒の906以来変わらぬ2,300ミリメートルに保たれていた。その分ドライバーの搭乗位置が大幅に前進し、スペアタイヤの搭載位置がフロントからトランスミッション上部へと移設された。
サスペンションスプリング、ステアリングラック・アンド・ピニオン、ブレ−キハブはチタン製。ホイールは15インチ径で、リム幅は前が9インチ、後ろが12インチ。タイヤはダンロップ製。

### ボディ

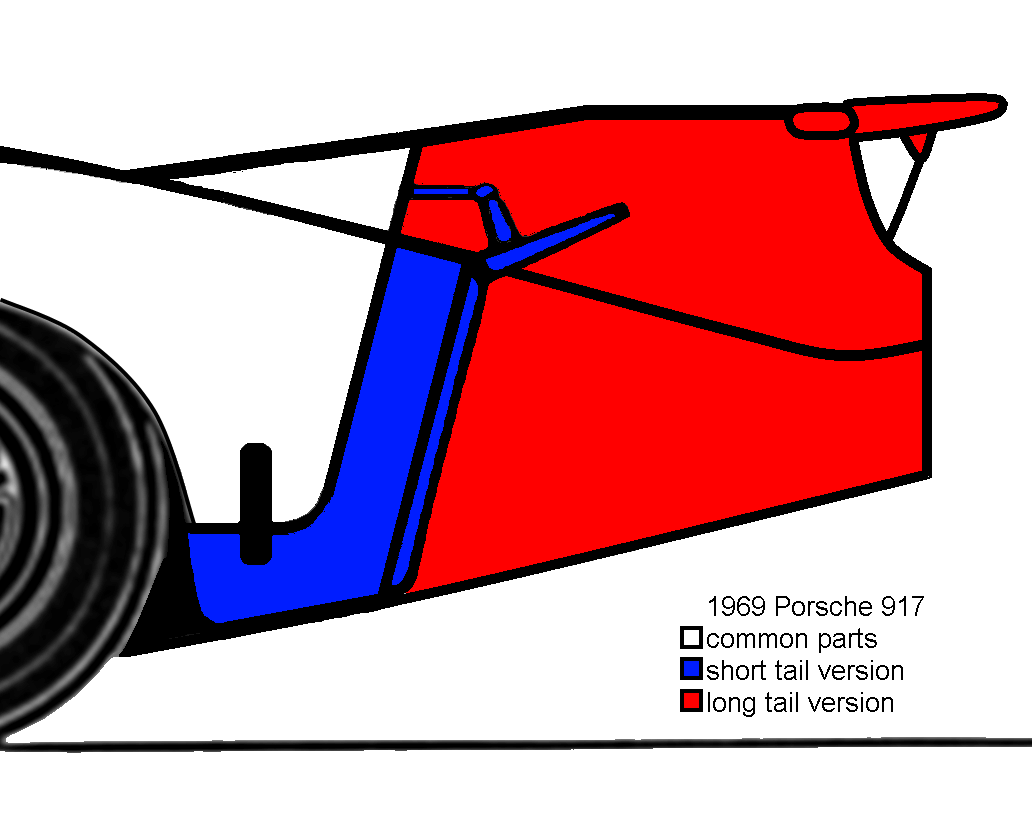
1969年のル・マンでは、フロントカウルはそのままで、リアセクションに可変式フラップの付いたテールコーンを装着

ボディはFRP製で、基本的にダウンフォース獲得よりもドラッグ削減を目指したクーペタイプである。最高速度が毎時240キロメートル以上になるレーシングコースでは「ラングヘック」（後述）と呼ばれる延長テールカウルを追加するようになっていた。車重は800キログラム、延長テールカウル追加で830キログラム。
リアカウル後端には908で採用されたサスペンション連動式の可変フラップを装備していたが、FIAのレギュレーション変更により1969年シーズン途中に使用禁止となった。ただし、ル・マン24時間レースでは主催者のACOに掛け合い、908は固定式だが917のみ可動OKという条件をとりつけて出走した。

## バリエーション

### メイクス国際選手権

#### 917K
1970年より単に917と呼ばれていたショートテール版に917Kの形式名が付与された。"K"はドイツ語で「短い」（Kurz ）の意。前年度のマシンからボディフォルムを一新し、ポルシェ伝統のクーペフォルムからボディ後端を跳ね上げてダウンフォースを確保する斬新なリアカウルに変更した（後方視界確保のため中央部が一段窪んでいる）。このリアカウル変更に伴いフロントカウル形状も左右スクエアな形状に変更して、仰角変化によるダウンフォース変化を少なく抑えるようにした。エンジンはLHと同じく4,907cc、トランスミッションは4速MTに換装した。
1971年には4,998ccで630馬力のエンジンを搭載。リアカウル両側に2枚の垂直フィンを設置して整流効果を狙い、ストレート走行時のハンドリング安定性とトップスピードの引き上げが図られた。この年のル・マン24時間レース優勝車は実験的にマグネシウム合金のパイプフレームを採用し、アルミニウム合金フレームよりも50kg程度軽量化された。
- 917K（1970）
- 小型リアウイングを装備した、JWAの1970年型917K
- 1971年型917K。リアカウルのテールフィンが特徴
- ルーフ上にバックミラーを装備した、ジトロ・レーシングの917K[20]

#### 917LH
1969年型のル・マン用ロングテール仕様は、テールピースを換装するのみの簡易な方法で対応していたが、1970年のル・マン用には新たに917LHと呼ばれる専用マシンが用意された。LHはドイツ語で「尾が長い」（Langheck ）の意。直線の長いサルト・サーキットでの走行安定性向上を狙い、通常のボディよりリアオーバーハングを延長してある。エンジンは4,907cc (575-590hp/8,400rpm) にパワーアップ。フランスの設計事務所SERAの協力でボディを改良し、リアウィングを装着した。1971年にはリアボディカウルのリアホイールハウスに空力性能向上を目指したスパッツを取り付けた。また、空気抵抗減少のためにリアホイールのリム幅を917Kの17インチからLHは15インチに縮小し、ギヤ比も917Kから変更された。
1971年型のLHでは、リアホイールのリム幅、前年の15インチから17インチに拡大された。
- 917LH（1970）
- 917LH（1971）
- 917LH（1971）

#### 917/20

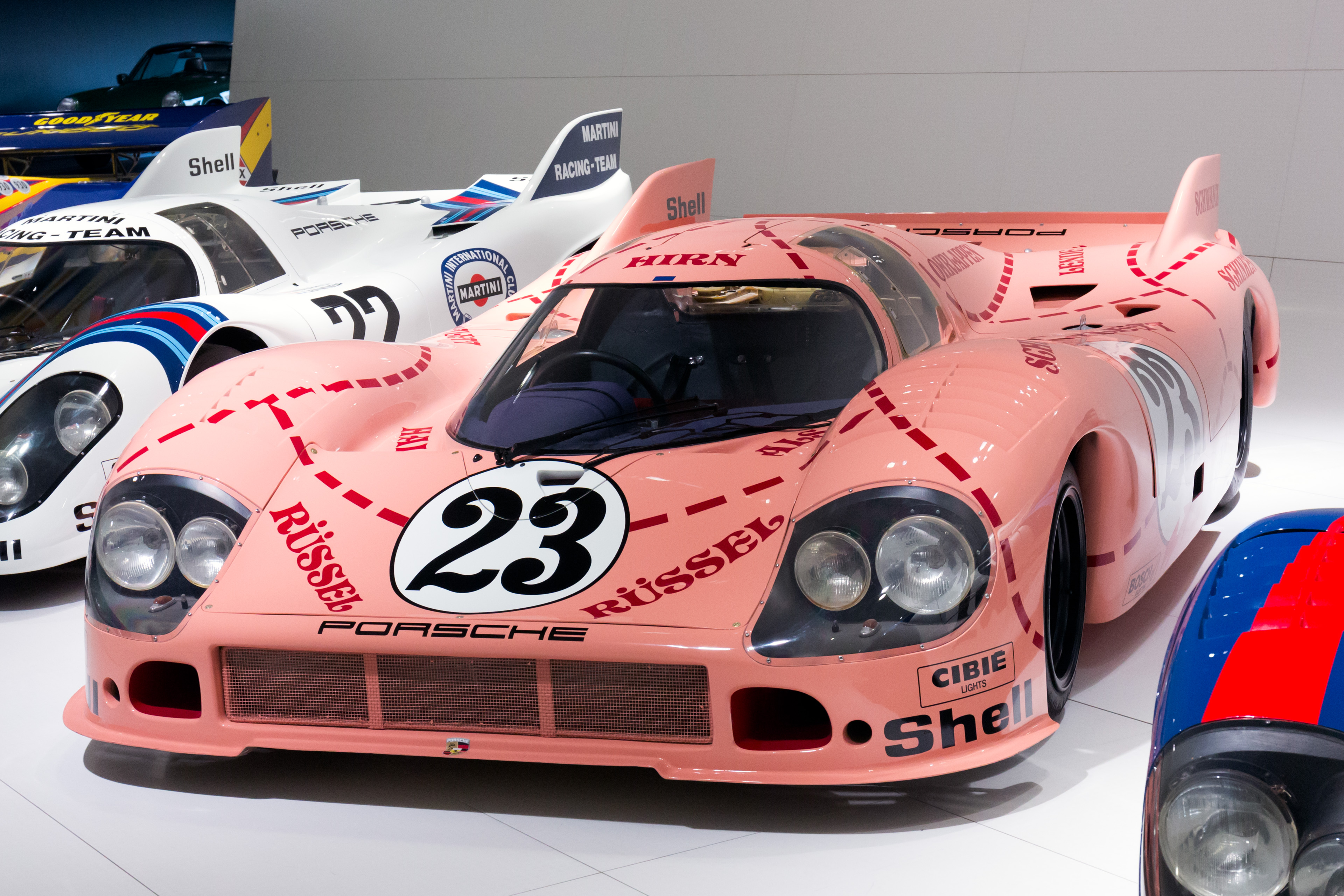
917/20（1971）

タイヤ周りの空気抵抗削減を狙い、ワイドボディを採用した実験的モデル。大柄な外見から「Berta die Sow（雌豚ベルタ）」というあだ名が付けられた。スポンサーのマルティーニがこのスタイリングを好まず、ボディにスポンサー名を一切書かないよう命じたというエピソードがある。1971年のル・マン24時間レースに出走した時にはボディ全体がピンク色に塗装され、各所に豚肉の部位が表記された（通称：Pink Pig）。
2018年のル・マンではワークスの911 RSRの1台（92号車）がこのPink Pigのカラーリングをまとって出走し、LM-GTE Proクラスで優勝した。

### カナディアン-アメリカン・チャレンジカップ

#### 917PAスパイダー

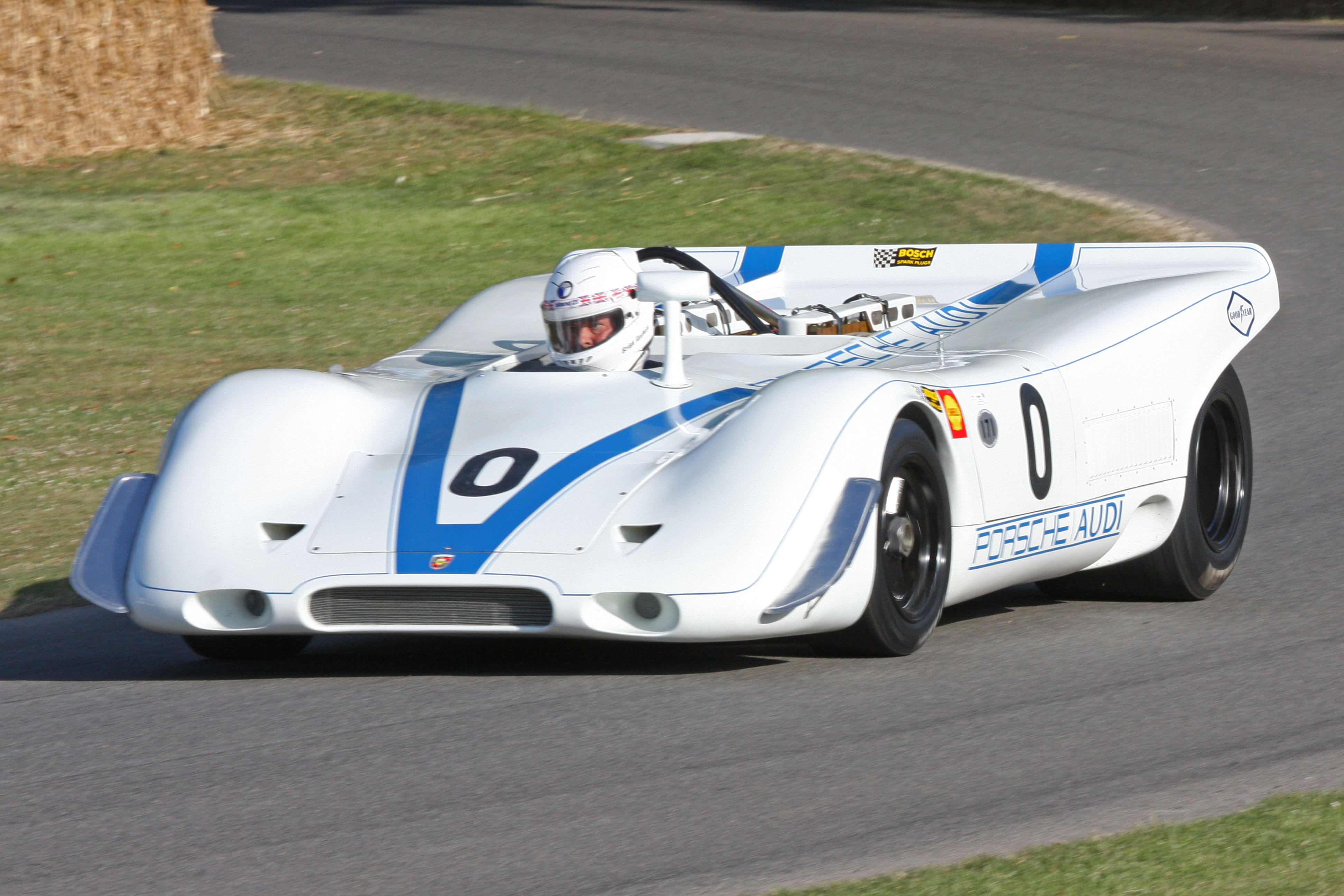
917PA

1969年に製作されたカナディアン-アメリカン・チャレンジカップ用オープンボディで、908スパイダーと同様のカウルを使用した二座席レーシングカー（競技車両C部門第7グループ）。エンジンは917と同じ4,494ccだが590hp/8,500rpmにパワーアップされ、ボディーは740kgに軽量化されている。"PA"は、ポルシェ・アウディの略で、当時のアメリカのポルシェの販売網は両車を一緒に扱っていた。917PAは917の開発促進の目的があったとされており、そのため917PAは、917をオープン化しただけのマシンで、フレームも917とほぼ同じものであった。

#### 917/10スパイダー

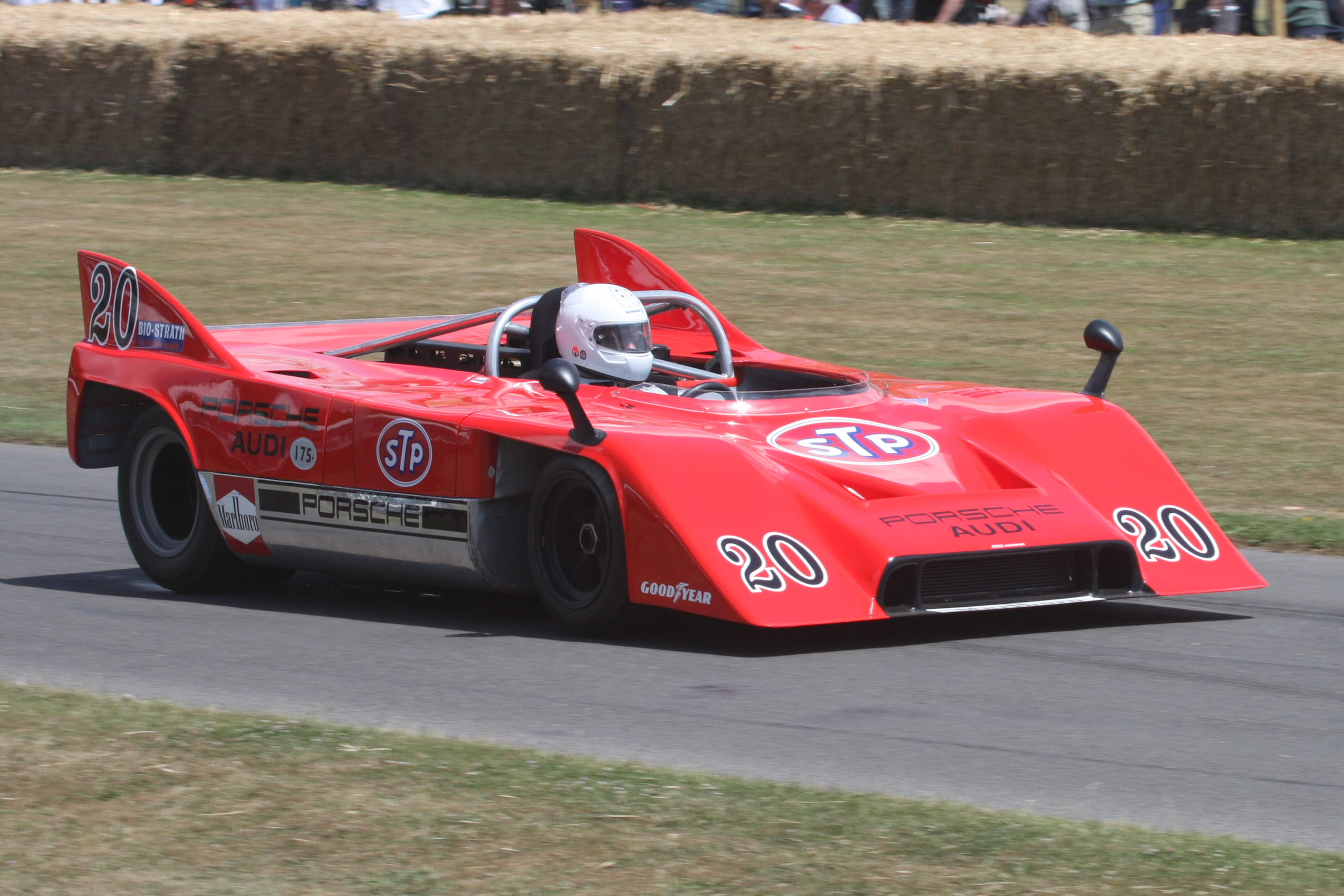
917/10（1971）

1971年に登場したカナディアン-アメリカン・チャレンジカップ用オープンボディ。4,998ccで630馬力のエンジンを搭載。エンジンとフレームは新設計で、ハイパワーに対応して空力が強化された。

#### 917/10K

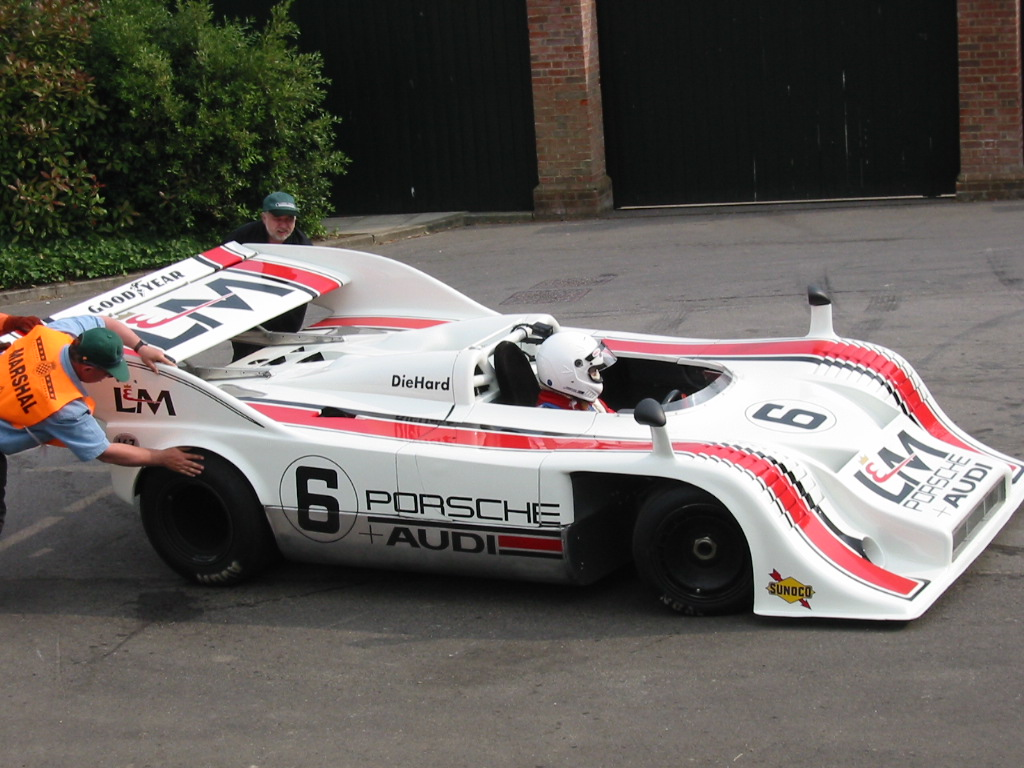
917/10K

1972年登場のカナディアン-アメリカン・チャレンジカップ用オープンボディで、空冷水平対向12気筒DOHC4,998ccにターボチャージャーを付けて900-1000馬力を発揮するエンジンを搭載。前年の917/10とノーズ上面のカーブ形状が異なりフロントラジエーターの開口部を大きくすると同時にリアウイングを使用しターボ付きエンジンの発生する強力な出力に合ったダウンフォースを確保した。ターボチャージャー搭載車に付与された"K"は、ドイツ語で「過給器」（Kompressor ）の意。

#### 917/30K

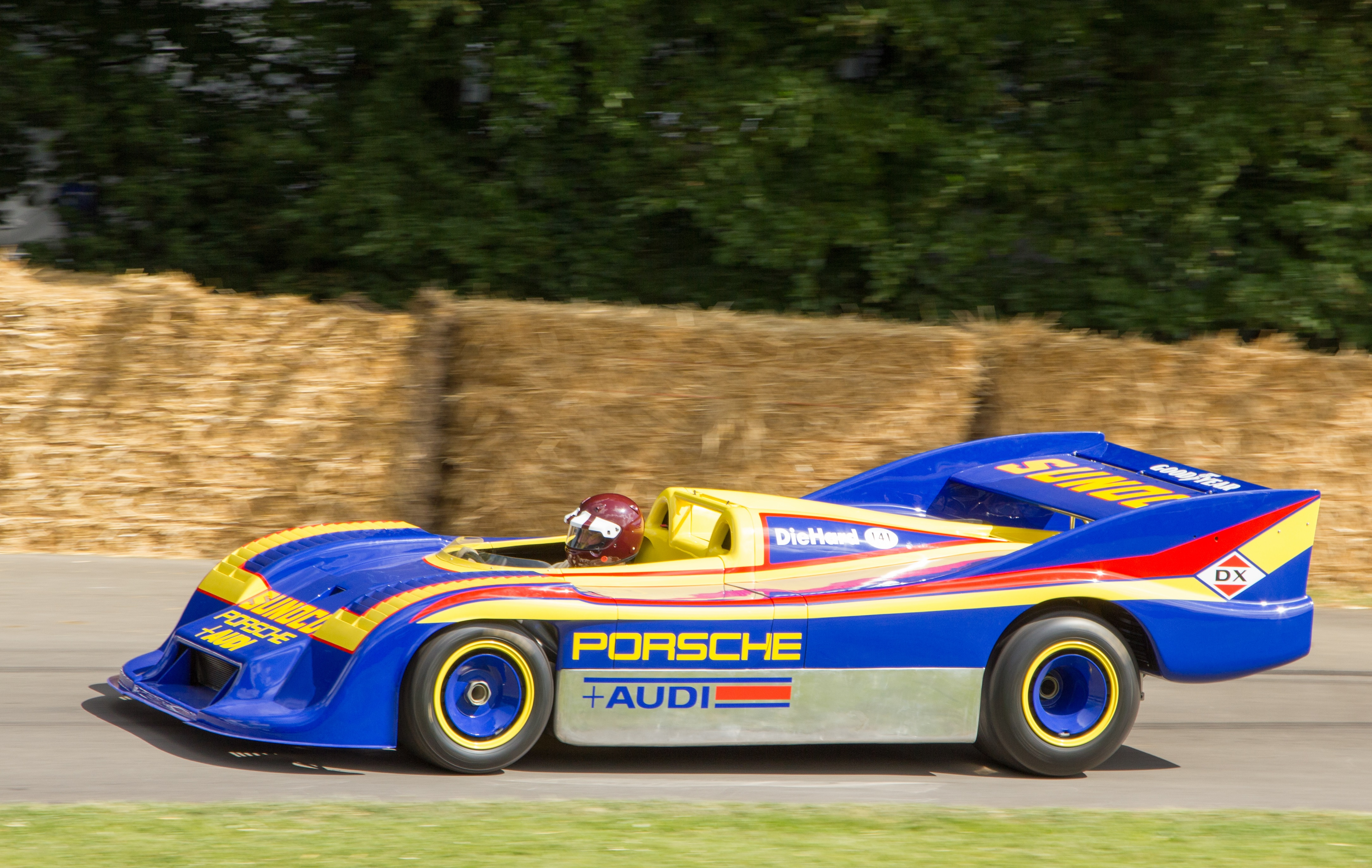
917/30K

1973年に開発されたカナディアン-アメリカン・チャレンジカップ用オープンボディで、1,100馬力を発揮する空冷水平対向12気筒DOHC5,374ccのターボチャージャー付エンジンを搭載。前年度の917/10Kの進化版。SERA開発のカウル装備し、エンジンパワーの向上もあいまってポール・リカールでのテストでは332㎞/hを計測した917/10Kに対し、917/30は372㎞/hを記録した。

### その他

#### 917/16スパイダー
1971年にカナディアン-アメリカン・チャレンジカップ参戦を睨み試作された6.6リットル/750馬力の水平対向16気筒エンジンを搭載したもの。エンジンの全長が長くなりシャシ全体を延長する必要が生じたために運動性の悪化を招き、後発の912型エンジンにターボチャージャーを追加した912/10型エンジンの方が高出力であったため、実戦投入は行われなかった。
現在、シュトゥットガルトのポルシェミュージアムに現存機が展示されている。
- 917/16スパイダー
- 水平対向16気筒エンジン
- エンジン全景

## レース戦績

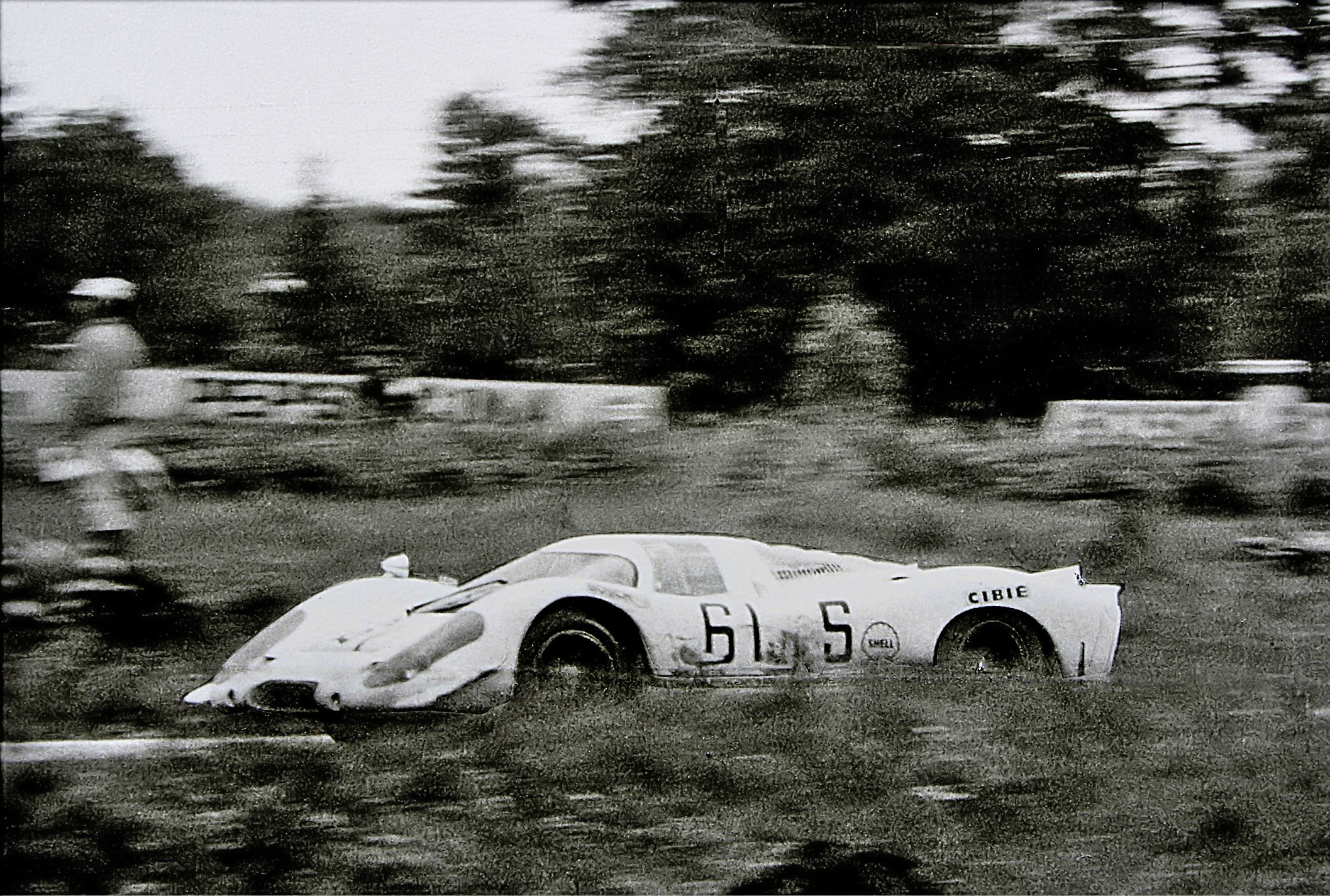
1969年のニュルブルクリンク1000㎞における917。8位で初完走を果たす

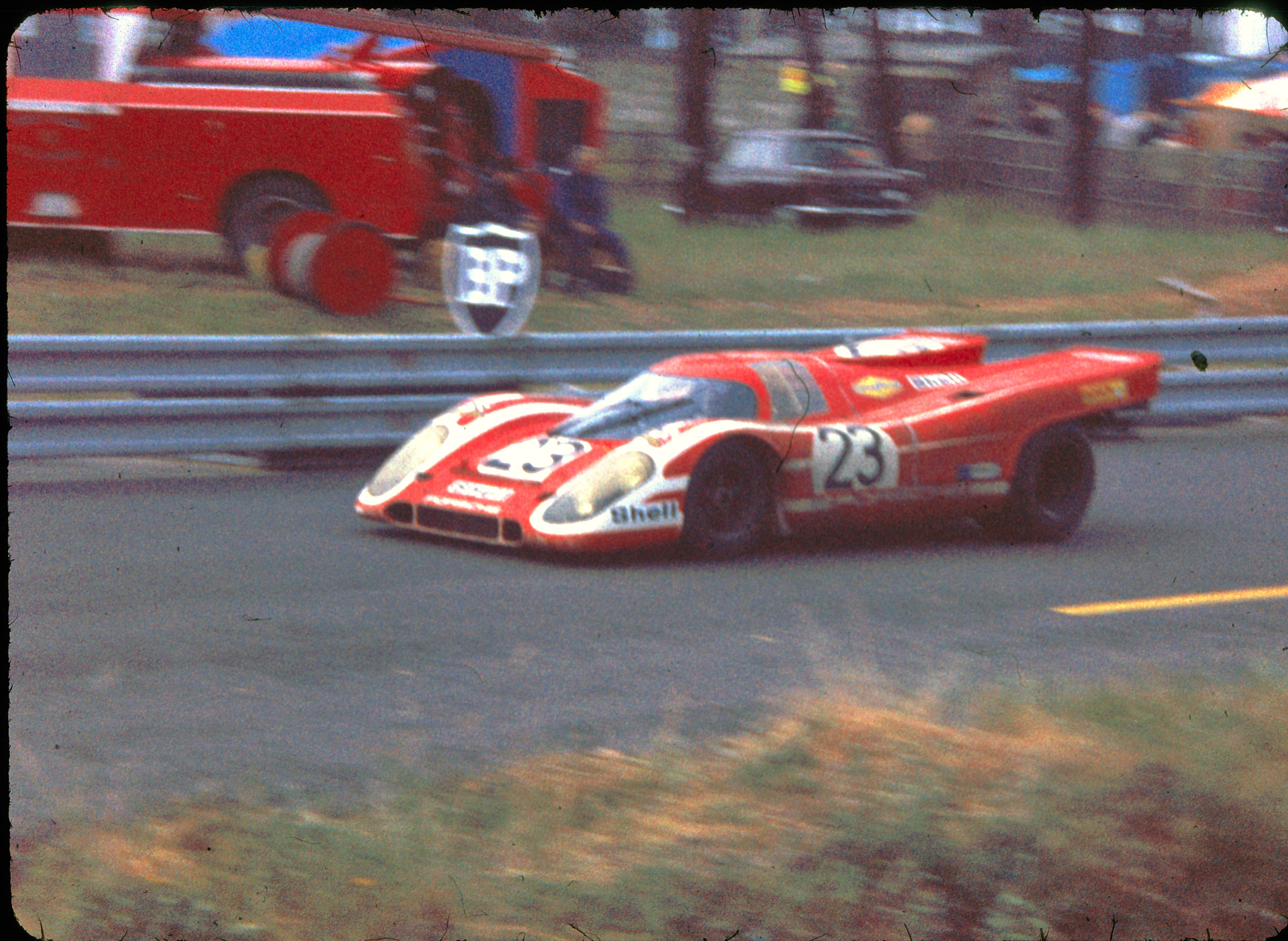
ポルシェにル・マン24時間レース初優勝をもたらした、1970年ル・マンのポルシェ・ザルツブルグの917K

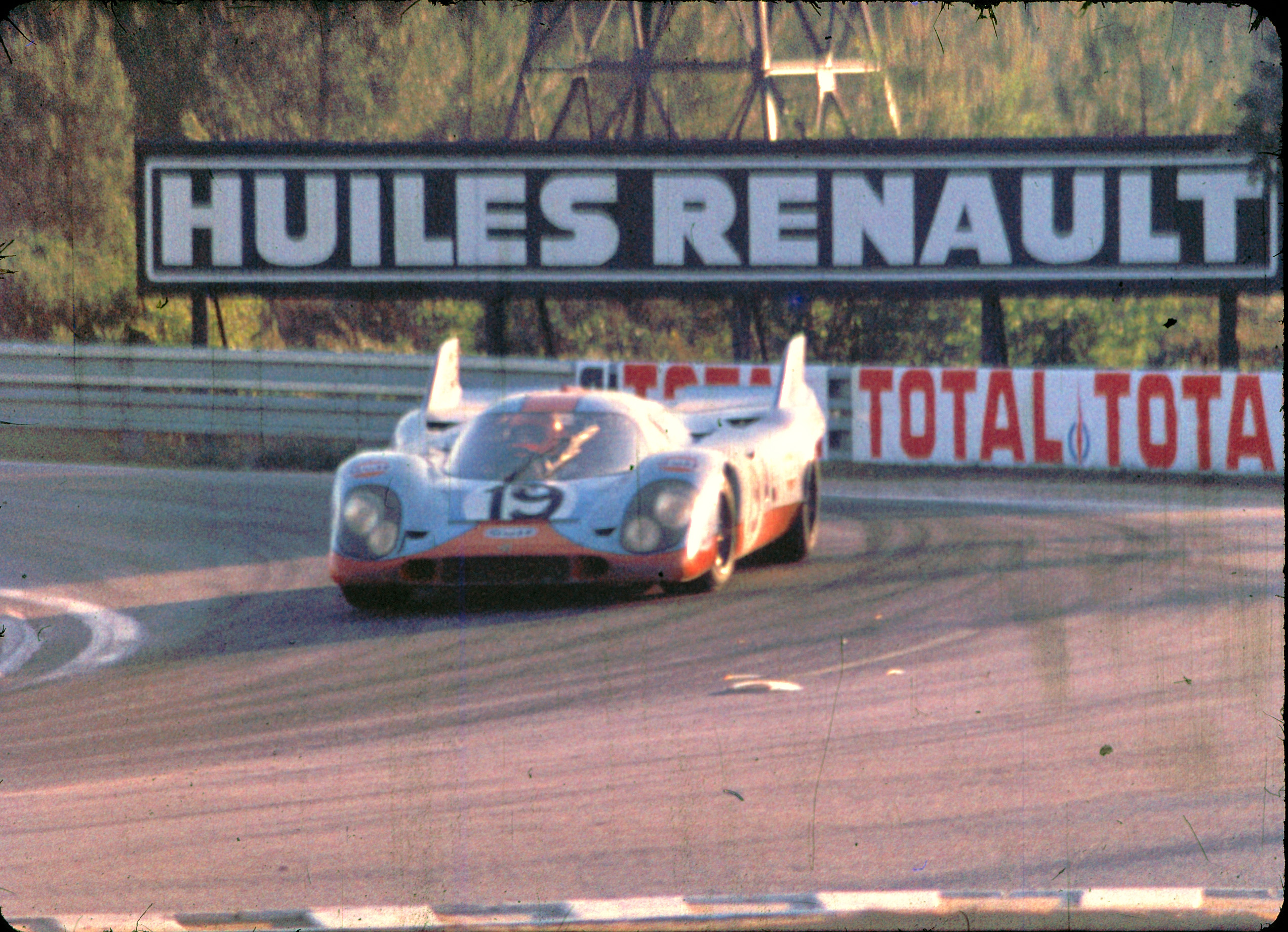
1971年のル・マン24時間で2位でゴールしたJWA・19号車

1969年
公認取得の条件となる25台製造に手間取り、実戦投入のタイミングが遅れた。メイクス国際選手権第6戦フランコルシャン1000キロメートルでデビューしたが、1周のみでリタイア。参戦初年度は主戦の908と併用されつつ、実戦で開発が続けられた。当初はエンジンパワーにシャーシが追いつかずハンドリングに問題があり、最終戦オーストリアの1勝に終わった。ル・マン24時間ではプライベーターのジョン・ウルフが炎上死し、首位を独走していたヴィック・エルフォード/リチャード・アトウッド組も残り3時間でリタイアした。
カナディアン-アメリカン・チャレンジカップには、シリーズ後半戦から917PAスパイダーで参戦。ポルシェのディーラーチームとして出場し、ジョー・シフェールがシリーズ総合4位を獲得した。

1970年
メイクス国際選手権でのワークス参戦を休止。前年までフォード陣営にいたジョン・ワイヤ率いるJWオートモーティヴ・エンジニアリング (JWA) と提携し、レース活動を委託。マシンはガルフ石油の水色×オレンジ色のスポンサーカラーに塗装された。また、ピエヒ一族が経営するディーラー系チームであるポルシェ・コンストルクチオネン・ザルツブルクもセミワークスとして参戦した。
JWAの提案によりショートテールの917Kに改良されたのが功を奏し、走行安定性が大幅に改善。メイクス国際選手権ではライバルのフェラーリ・512を寄せ付けず、10戦中7勝（ほかに908/03でも2勝）を挙げてチャンピオンシップを獲得した。ル・マン24時間ではザルツブルクチームのハンス・ヘルマン/リチャード・アトウッド組の917Kが優勝し、ポルシェ悲願のルマン総合優勝を果たした。

1971年
メインチームのJWAに加え、ザルツブルクチームの解散によりマルティーニ・インターナショナルがセミワークス待遇となった。メイクス国際選手権では11戦中7勝（908/03でも1勝）し、マニュファクチャラーズチャンピオン3連覇を達成した。連覇を果たしたル・マン24時間では、マルティーニチームのヘルムート・マルコ/ジィズ・ヴァン・レネップ組の917Kが走行距離5,335.313Kmを達成。この記録は2010年に塗りかえられるまで39年の間最長であった。また、JWチームのジャッキー・オリバーがユノディエールで記録した246mph (396km/h) も1988年まで最高速記録であった。
カナディアン-アメリカン・チャレンジカップにはペンスキー・レーシングに917/10スパイダーを委託して参戦。優勝はできなかったが、シフェールがシリーズ総合4位を獲得した。

1972年
メイクス国際選手権がメイクス世界選手権への名称変更に伴いスポーツカーが排除されたため、917は選手権に参戦できなくなり、カナディアン-アメリカン・チャレンジカップへ集中して参戦するようになった。ターボチャージャーを搭載した917/10Kを投入し、ペンスキーチームのジョージ・フォルマーが5勝してシリーズチャンピオンを獲得。シリーズを支配し続けていたマクラーレンをついに破った。

1973年
カナディアン-アメリカン・チャレンジカップシリーズ用に917/10Kより大幅に馬力を増大させたポルシェ917/30Kを追加。ペンスキーチームのマーク・ダナヒューが全8戦中6勝しシリーズチャンピオンを獲得した。残りの2勝も917/10Kが挙げ、シリーズ完全制覇を成し遂げた。
しかし、翌年から燃費に関するレギュレーション変更が行われることになり、ポルシェはシリーズからの撤退を決め、917のレース活動も最後となった。

## 日本での戦績
1969年
10月の日本GPにタキ・レーシングの招聘で参戦。プライベーターのデビッド・パイパーが所有する1台だったが、ポルシェワークスのジョー・シフェールがコンビを組み、ワークスのメカニックが帯同する本格的な体制だった。しかし、30度バンクを持つ富士スピードウェイではセッティング不足で実力を発揮できず、予選7位/決勝6位に終わった。
1971年
富士グランチャンピオンレース第5戦に生沢徹が917をレンタルしてスポット参戦。ボディとエンジンは917K仕様に改装されていたが、シャシー自体は1969年の日本GPに出場したパイパーの所有車 (No.917-010) だった。結果は風戸裕が駆る908/02に次ぐ2位。

## 917リビング・レジェンド
本車の50周年を記念して2019年に製作されたデザインスタディモデル。スタイリングやカラーリングは917Kを彷彿とさせるものとなっている。2022年にはゲーム『グランツーリスモ7』へ収録されている。